# Silnice II/152
Silnice II/152 je česká silnice II. třídy, která vede z Nové Bystřice v Jihočeském kraji přes Kraj Vysočina do blízkosti Brna v kraji Jihomoravském. Je dlouhá 130,360 km. 

## Stavby
V roce 2017 byla připravena projektová dokumentace k obchvatu Moravských Budějovic, který se měl začít stavět za přibližně 3 roky. V roce 2019 byla silnice rekonstruována mezi Dukovanami a Jamolicemi. V letech 2021 a 2022 došlo k rekonstrukci dalších částí silnice, v roce 2023 byla upravena i část vedoucí kolem Jaderné elektrárny Dukovany. V roce 2023 byla dokončena rekonstrukce průtahu přes Jaroměřice nad Rokytnou. V roce 2024 byl rekonstruován úsek silnice mezi Slavěticemi a Dukovany a v roce 2025 byl opraven úsek silnice od Dukovan podél jaderné elektrárny.

## Vedení silnice

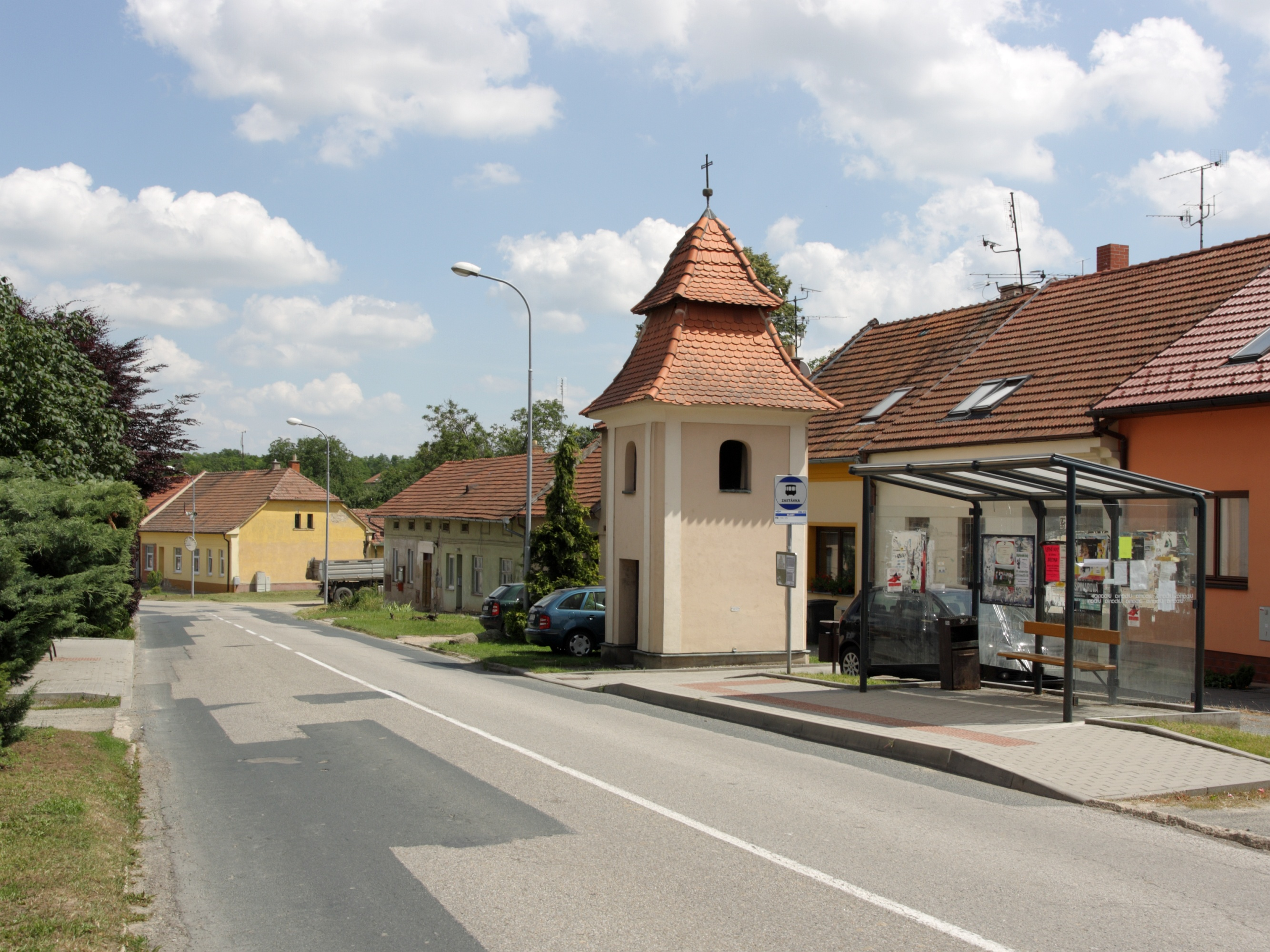
Silnice II/152 v Hajanech

### Jihočeský kraj

#### Okres Jindřichův Hradec
- Nová Bystřice, napojení na II/128
- Albeř, křížení s II/151
- Klášter
- Podlesí
- Staré Město pod Landštejnem
- Slavonice, křížení s II/406 a II/409
- Staré Hobzí

### Kraj Vysočina

#### Okres Třebíč
- Jemnice, křížení s II/408 a II/410
- Třebelovice
- Rácovice
- Dědice
- Jackov
- křížení s II/411 a mimoúrovňové křížení (MÚK) s I/38
- Moravské Budějovice
- Jaroměřice nad Rokytnou, křížení s II/360 a II/361
- Myslibořice
- Račice
- Hrotovice
- křížení s II/399
- Slavětice
- Jaderná elektrárna Dukovany
- Dukovany, křížení s II/392

### Jihomoravský kraj

#### Okres Znojmo
- Jamolice
- Polánka, křížení s II/413

#### Okres Brno-venkov
- Němčice
- Ivančice, křížení s II/394
- Moravské Bránice, křížení s II/395
- křížení s II/395
- Silůvky
- Ořechov
- Hajany
- Želešice
- MÚK s I/52
- Modřice (obchvat)
- MÚK Brno-Chrlice s D2